# Spider Stacy
Spider Stacy (Eastbourne, 1958. december 14. –) angol zenész, a The Pogues egyik alapítója. Furulyán, harmonikán játszik, valamint vokálozik.

## Gyerekkora
Az énekes polgári neve Peter Richard Stacy, a Spider (Pók) becenevet egy barátnőjétől kapta 12 éves korában. Tizenhat évesen kicsapták az iskolából, ezután különféle munkákat vállalt, a többi között használtautó-eladó is volt.

## Karrierje
1976-ban, a Ramones és a Sex Pistols hatására alakította meg első együttesét, a New Bastardsot, amelyben ő volt a dobos. 1979-ben újabb bandát hozott létre, a The Millwall Chainsawst Ollie Wattsszal (dob) és Matt Jacobsonnal (basszusgitár), az énekes ő volt. Később csatlakozott hozzájuk a gitáros Shane MacGowan. A The Millwall Chainsaws egyszer előzenekarként játszott a The North London Invaders előtt, amely később Madnessre változtatta a nevét. A The Millwall Chainsaws zenéjét a The Dubliners inspirálta. Az együttes nevét The New Republicansra változtatták, és Shane MacGowan lett az énekes.
1980-ban Spider Stacy, Shane MacGowan, a bendzsón játszó Jem Finer, a harmonikás James Fearnley és a dobos John Hasler új együttest alapított. A banda neve - Stacy javaslatára - Pogue Mahone lett, amely gaelül azt jelenti, hogy Csókold meg a seggemet! Az új együttesben Stacy és MacGowan felváltva énekelt. A Pogue Mahone első koncertjén Spider Stacy annyira elfogadhatatlanul viselkedett, hogy az együttes tagjai ki akarták rúgni, csak Shane MacGowan rábeszélésre adtak neki még egy esélyt, azzal a feltétellel, hogy megtanul furulyán és harmonikán játszani.
Shane MacGowan 1991-ben elhagyta a már The Pogues néven játszó zenekart. Egy ideig a The Clash volt énekese, Joe Strummer helyettesítette, majd Spider Stacy vette át a helyét. Miután az együttes 1996-ban felbomlott, megalapította a The Vendettast, amelynek ő lett a fő szerzője. Énekelt többek között MacGowan első szólólemezén, az 1994-es The Snake-en, majd az 1997-es The Crock of Goldon, és részt vett egy jótékonysági album, az 1990-es For The Children felvételén is. Közreműködött a Filthy Thieving Bastards, a Dropkick Murphys és az Astral Social Club lemezein is.
2001-ben a The Pogues ismét - MacGowannel and Stacyvel együtt - összeállt. Az együttes azóta új lemezt nem adott ki, de sok koncertet ad. 2012. augusztus 11-én a Sziget Fesztiválon is felléptek. Spider Stacy 2010 márciusában New Orleansba költözött.
Spider Stacy az HBO 2010-ben indult Treme című televíziós sorozatában is feltűnt. Az énekes a zenész Slim Jim Lynch-et alakítja.

## Érdekesség
- Spider Stacy sajátos hangszere a fém sörös tálca, amelyet a fejéhez ver koncerten.[5]

## Lásd még
- Spider Stacy twitteroldala